# Karlsburger Beschlüsse

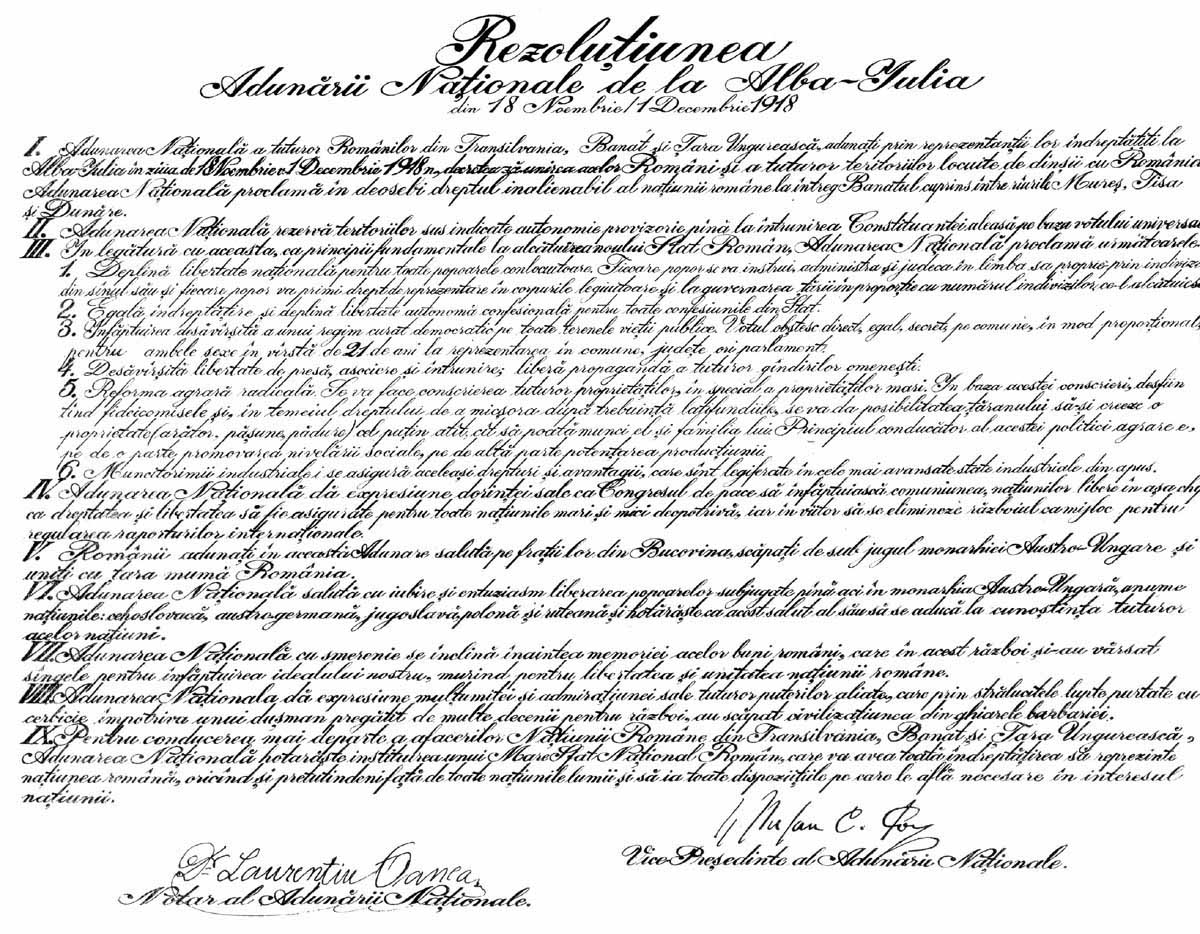
Karlsburger Beschlüsse vom 1. Dezember 1918

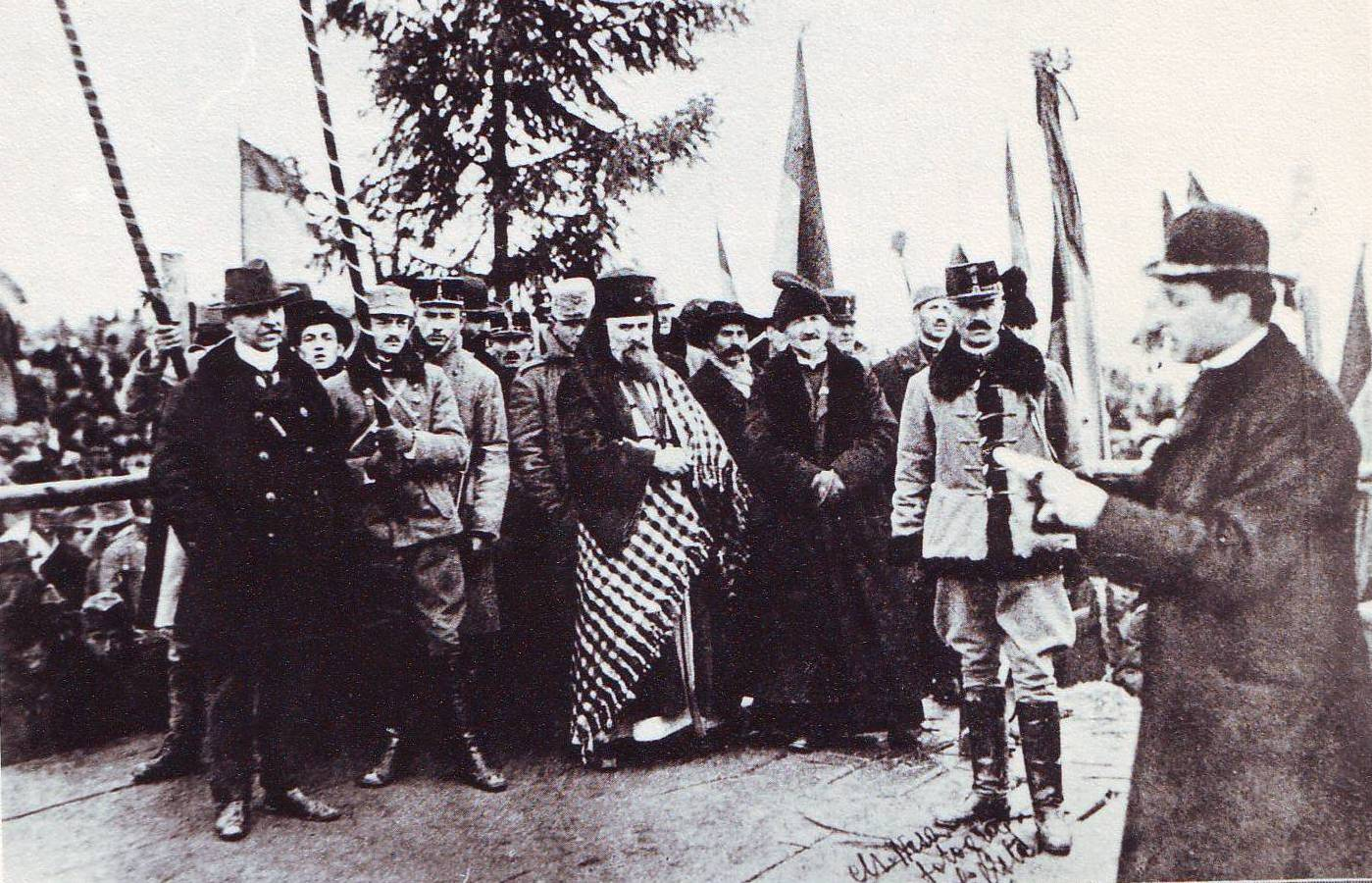
Der katholische Bischof Iuliu Hossu verliest vor der Volksversammlung die Karlsburger Beschlüsse

Die Karlsburger Beschlüsse (rumänisch Declarația de la Alba Iulia) waren das Resultat der Großen Nationalversammlung am 1. Dezember 1918, die festlegten, dass Siebenbürgen, Banat, Crișana und Maramureș mit dem Königreich Rumänien vereint wurden. Diese Entscheidung wurde durch eine Resolution veröffentlicht.

## Hintergrund

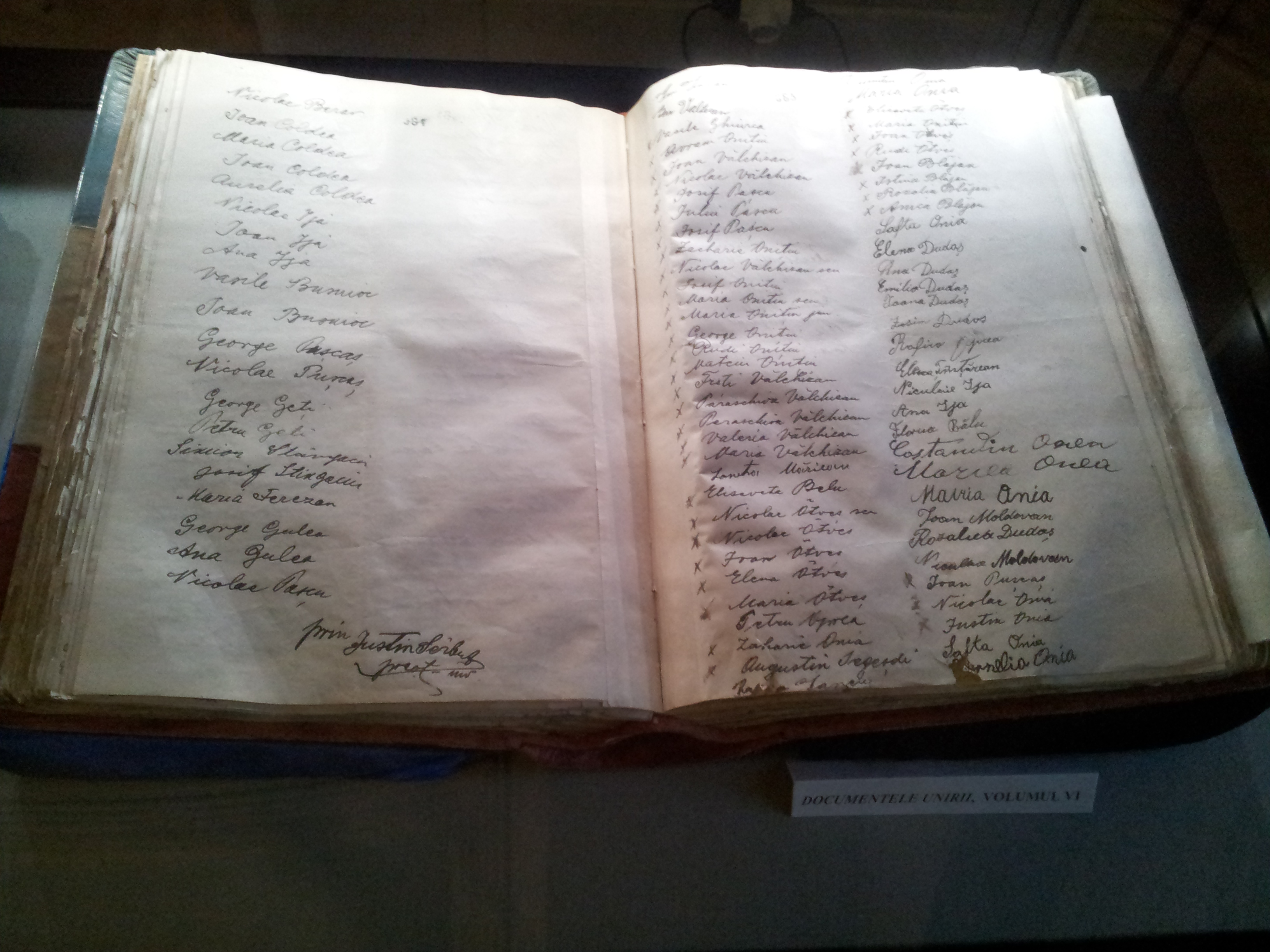
Dokument der Karlsburger Beschlüsse

Der Rumänische Nationalrat bekannte sich am 20. November 1918 in einem Manifest „an die Völker der Welt“ zur Eigenstaatlichkeit. Gemäß den Intentionen der rumänischen Regierung wurde am folgenden Tag in einem erneuten Manifest ein Aufruf zur Abhaltung einer Nationalversammlung verkündet. Das Nationalkomitee forderte am 24. November in einem vertraulichen Rundschreiben die örtlichen Räte auf, in möglichst vielen Gemeinden den bedingungslosen Anschluss an das rumänische Königreich zu proklamieren.
Die Nationalversammlung bereitete den rumänischen Sozialdemokraten viele Probleme ihren Standpunkt zwischen Autonomie und Angliederung an das Königreich Rumänien deutlich zu machen. Schließlich wurde ein Kompromiss gefunden: die Sozialisten verzichtete auf die Agitation für die Republik, während die Nationalpartei eine verzögerte Union akzeptierte und die Verwirklichung von demokratischen Reformen garantierte. An ein autonomes Siebenbürgen innerhalb Rumäniens dachten bürgerliche Politiker.
Am 30. November hatte eine kleinere Kommission unter Abstimmung der verschiedenen Bestrebungen den neuen Resolutionsentwurf erarbeitet, der bereits ohne ein Wort über die Institution des Königtums solche demokratischen Grundprinzipien festlegte, wie das allgemeine und geheime Wahlrecht, die volle Anerkennung der Presse-, Versammlungs- und Meinungsfreiheit, die Agrarreform sowie die Ausweitung der politischen Rechte der Arbeiter. Außerdem behandelte Resolution die nationalen Minderheiten, die einen Sonderstatus in Sprache, Erziehung und Verwaltung erhielten.
Am 1. Dezember 1918 nahmen 1228 Delegierte an der Versammlung in Karlsburg teil. Die Vereinigung sollte unter der Bedingung vonstattengehen, dass spezifische Institutionen zur Aufrechterhaltung einer provisorischen Autonomie ohne den Verlust des Vereinigungsgedankens etabliert wurden. Die Beratung wählte einen aus 200 Mitgliedern bestehenden Großen Nationalrat.
Die große Massenversammlung fand auf dem Gelände der Zitadelle Alba Carolina statt, auf dem die große Masse der Bauern und eine kleinere Gruppe von Arbeitern über die Resolution informiert wurden. Die Versammelten – der rumänischen Tradition nach 100 000 Menschen – nahmen die verkündete Resolution mit Andacht und einhelliger Begeisterung auf. Der progressive Charakter der Grundprinzipien stimmte alle zuversichtlich.
Am 2. Dezember nominierte der Große Nationalrat die Mitglieder des aus 15 Personen bestehenden Regierungsrates (Consiliul Dirigent) und sandte ein Telegramm sowie eine Delegation nach Bukarest zur feierlichen Übergabe der Unionsresolution. Am 24. Dezember wurde in Bukarest gesetzlich verankert, dass die im Karlsburger Beschluss enthaltenen Gebiete mit dem Königreich Rumänien vereinigt werden, wobei lediglich die örtliche Verwaltung in der Kompetenz des Regierungsrates verblieb.

## Folgen
Infolge der Karlsburger Beschlüsse kam es zu Spaltungen in der westrumänischen Gesellschaft. Im Bürgertum war der Traum eines Großrumäniens erfüllt, Sozialdemokraten erwarteten die Integration der Arbeiterbewegung in das rumänische politische Leben, die Stärkung ihrer Partei. Demgegenüber entstand eine Abneigung der Zentristen und Kommunisten. Es wurde die „internationalistische Fraktion der rumänischen Sozialisten“ gebildet und eine Propagandatätigkeit entfaltet, vor allem in den Randgebieten Ungarns sowie unter den rumänischen Arbeitern in der Umgebung von Budapest.  Es formierten sich Gegenkongresse, am 31. Dezember in Budapest ein und im Januar 1919 in Hermannstadt.